# Kraftwerk Steeg
Kraftwerk Steeg är ett vattenkraftverk i Österrike.   Det ligger i distriktet Gmunden och förbundslandet Oberösterreich, i den centrala delen av landet, 220 km väster om huvudstaden Wien. Kraftwerk Steeg ligger 513 meter över havet.
Terrängen runt Kraftwerk Steeg är bergig söderut, men norrut är den kuperad. Kraftwerk Steeg ligger nere i en dal. Närmaste större samhälle är Bad Goisern, 4,0 km norr om Kraftwerk Steeg. 
I omgivningarna runt Kraftwerk Steeg växer i huvudsak blandskog. Runt Kraftwerk Steeg är det ganska tätbefolkat, med 70 invånare per kvadratkilometer.